# Rapid Wien
Rapid Wien is een Oostenrijkse voetbalclub uit de hoofdstad Wenen. Het werd opgericht in 1898 als Erster Wiener Arbeiter-Fußball-Club. Het is de succesvolste club uit de Oostenrijkse voetbalhistorie. Het is tevens de grote rivaal van stadsgenoot Austria Wien. Rapid Wien is de enige Oostenrijkse voetbalclub die ooit Duits landskampioen werd. Dit gebeurde in het seizoen 1940/41 onder Duitse bezetting van Oostenrijk.
De club speelt zijn thuiswedstrijden sinds het seizoen 2016/17 in het Allianz Stadion. Tot het seizoen 2013/14 speelde de club in het inmiddels gesloopte Gerhard Hanappistadion. Tijdens de bouw van het nieuwe stadion speelde Rapid in het Ernst Happelstadion.
De belofteploeg van Rapid speelt in de Erste Liga (tweede niveau).

## Geschiedenis

### 1898-1912: Eerste landskampioen

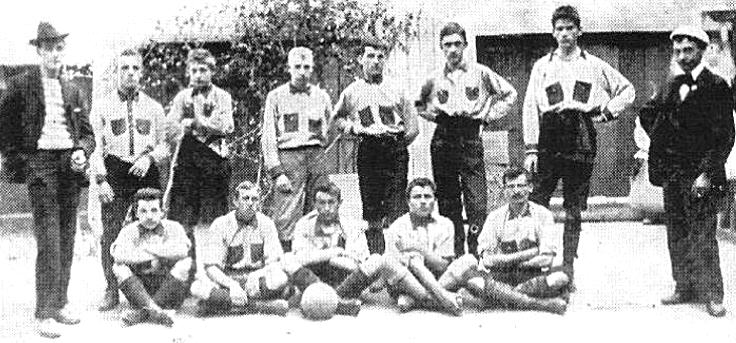
Het elftal van 1. Arbeiter FC 1898

De club werd in september 1898 opgericht als Erster Wiener Arbeiter-Fußball-Club en is een van de oudste clubs van het land. Er werd gespeeld op het terrein Schmelzer Exerzierfeld. Alle spelers waren rekruten van het k.u.k.-Armee. De eerste aanvoerder van Arbeiter-FC was J. Kailich, de clubkleuren waren blauw-rood (tegenwoordig de kleuren voor uitwedstrijden).
De eerste (bekende) vriendschappelijke wedstrijd van Arbeiter eindigde met een 1-1 gelijkspel tegen Meidlinger FC Vorwärts. De volgende wedstrijden eindigden echter met een duidelijke overwinning voor de tegenstander. Bij de deelname aan het Keizer Frans Jozef-Jubileumtoernooi 1898 werd Arbeiter laatste met een doelsaldo van 4:75. Twee weken later maakte Wiener AC de club met de grond gelijk en scoorde 20 keer. Na 19 wedstrijden won de club met 4-1 van Vindobona Wien, een voorganger van SK Admira Wien. 8 maanden na de oprichting, op 8 januari 1899 vond er een crisisvergadering plaats vanwege de slechte resultaten. Daarin werd besloten de naam van de club te veranderen naar Sporklub Rapid, wat geïnspireerd is van het Berlijnse Rapide 93. Hierdoor is deze datum de officiële oprichtingsdatum van de club. De naamsverandering had echter geen gevolgen voor de uitslagen die slecht bleven.
In 1900 werd de Fußball-Union, een voorloper van de Oostenrijkse voetbalbond, opgericht die de eerste officieuze Oostenrijkse kampioenschappen organiseerde. Rapid startte in de 2de klasse. Een jaar later speelde men voor het eerst tegen een team buiten de hedendaagse grenzen van Oostenrijk. In Bohemen werd 1-1 gelijk gespeeld tegen Prager FK Austria. Op 14 maart 1903 nam de club het nieuwe stadion in Rudolfsheim in gebruik met een nederlaag tegen Graphia. Het terrein was echter scheef en had een hoogteverschil van meer dan 2 meter van het ene naar het andere doel. Dit bleek een voordeel te zijn voor de thuisploeg die nu meer begon te winnen. Na een testwedstrijd tegen Deutschen Sportverein promoveerde de club naar de hoogste klasse, waaruit de club nooit zou degraderen. In 1905 werden de clubkleuren in groen-wit veranderd. Nadat er steeds meer fans kwamen, werd in 1907 het eerste clubhuis geopend en kwam er een tribune voor de supporters. Josef Schediwy was een van de sterspelers van dat moment.
In 1910 zegde de stad Wenen het huurverdrag voor het scheve Rapid-terrein op, waarna de club in een crisis kwam. Enkele bestuursleden en spelers verlieten de club. Dionys Schönecker (1888-1938) nam het team over en leidde hen van overwinning naar overwinning. In Hütteldorf kwam er een nieuw stadion, op de Pfarrwiese, met plaats voor 4000 toeschouwers. Het werd uiteindelijk 70 jaar lang de thuishaven van de club. Het Oostenrijks voetbalkampioenschap 1911/12 was het eerste officiële voetbalkampioenschap en Rapid kroonde zich hierin als eerste landskampioen door 15 overwinningen in 20 wedstrijden. Vanaf dit moment was Rapid altijd de club met de meeste Oostenrijkse landstitels. Ook in het 2de seizoen werd de club kampioen zonder een nederlaag, wat de club enkel nog maar in 1934/35 kon nadoen.

### 1912-1930: Titels en Mitropacup
Rapid bleef de dominante club en won 8 van de eerste 12 kampioenschappen, ook de eerste 2 bekers van Oostenrijk in 1919 en 1920 schreef de club op zijn palmares. Door het steeds groter wordende aantal fans werd er een heus stadion gebouwd rond het terrein met een grotere tribune zodat er 20.000 toeschouwers binnen konden. De opening van het nieuwe stadion vond plaats op 2 oktober 1921 met een uitverkochte wedstrijd tegen Floridsdorfer AC waarin Rapid met 6-4 won. Internationale wedstrijden werden meestal wel in het stadion van de Hohe Warte gespeeld, waar plaats was voor 40.000 toeschouwers. Na de titel in 1923 kwam de club in een kleine crisis. De ploeg was verouderd en een groot deel van het elftal beëindigde bijna gelijktijdig hun carrière. Door de Eerste Wereldoorlog kon de club niet echt putten uit nieuwe talenten. Het duurde enkele jaren vooraleer de club weer op volle toeren draaide, maar er werd wel nog steeds in de top 5 geëindigd.
In 1927 werd de Mitropacup, voorloper van de Europacups, ingevoerd. De kampioen en bekerwinnaar mochten deelnemen. In de competitie werd Rapid derde dus restte enkel nog de beker, waarin Austria Wien met 3-0 werd verslagen. Nadat Hajduk Split en Slavia Praag opzij gezet werden was Sparta Praag de tegenstander in de finale. In Praag verloor de club met 6-2 en de terugwedstrijd werd met 2-1 gewonnen, wat niet volstond voor de titel.
Als finalist was Rapid wel al voor de Mitropacup van 1928 gekwalificeerd. Opnieuw haalde Rapid de finale maar verloor de heenwedstrijd met zware 7-1 cijfers van het Hongaarse Ferencvárosi TC en ondanks de 5-3 winst van Rapid in Wenen, moest Rapid ook dit keer genoegen nemen met een 2de plaats. Het volgende seizoen verloor de club in de halve finale tegen de latere winnaar Újpest FC, troost dit seizoen was wel een nieuwe landstitel.

Het seizoen 1929/30 was een van de succesvolste in de clubgeschiedenis, er werd een nieuwe titel behaald en in de beker werd de grootste overwinning voor Rapid ooit gemaakt, 17-0 tegen SK Neubau, de beker werd evenwel niet gewonnen. In de Mitropacup werden Genoa 1893 en Ferencvárosi opzij gezet en in de finale wachtte opnieuw Sparta Praag, waaraan de club slechte herinneringen had. In Praag won de club verrassend met 0-2 en hoewel Sparta in Wenen won met 2-3 voor 40.000 toeschouwers mocht Rapid zich als Midden-Europees kampioen kronen. De vroegere arbeidersclub won nu een grote internationale titel en was de naam topclub waardig, 

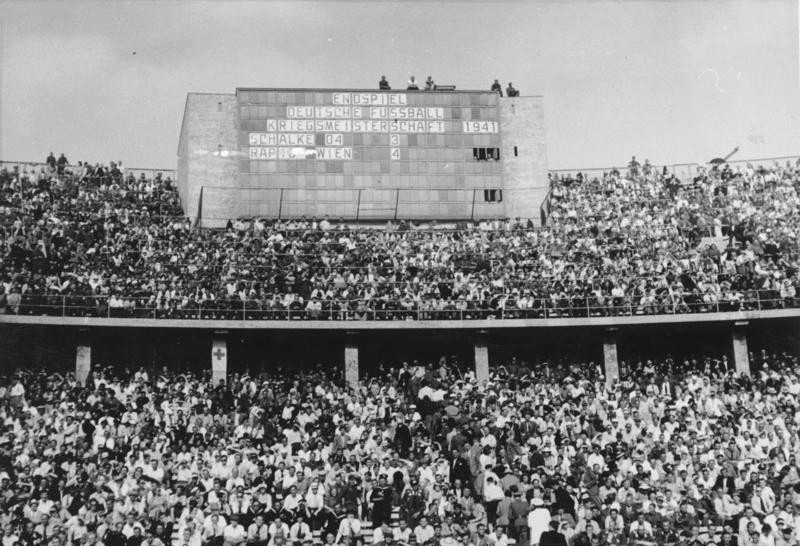
De kampioenswedstrijd van 1941 tegen Schalke 04.

### 1930-1945: Wisselend succes en Gauliga
In het begin van de jaren 30 namen andere clubs uit Wenen de macht in Oostenrijk en Europa over. First Vienna FC werd in 1931 kampioen en won de Mitropacup. Rapid was op zoek naar een nieuwe topschutter en vond die in Franz Binder, die meer dan 1000 keer zou scoren voor de club (inclusief vriendschappelijke wedstrijden). De landstitel was echter nog wat te hoog gegrepen, Rapid won altijd net niet de titel of beker en ook in de Mitropacup verloor de club in de eerste of tweede ronde.
Na de dominantie van Vienna kwam het tijdperk van Admira, zi verloor Rapid in de bekerfinale met 8-0 van Admira. Ook andere Weense clubs waren concurrenten, zoals Wiener Austria. In 1935 werd Rapid opnieuw ongeslagen kampioen. Twee jaar later telde men voor het eerst in de geschiedenis echter meer nederlagen dan overwinningen. Het volgende seizoen werd dit akkefietje weer rechtgezet met de titel.
Door de Anschluss van Oostenrijk bij het Duitse Rijk in maart 1938 werd de Gauliga Ostmark opgericht. De Duitse competitie bestond sinds 1933 uit 16 Gauliga’s waarvan de winnaar elkaar bekampten in de eindronde om de Duitse titel. De Weense clubs bewezen zich de volgende jaren in de Duitse competitie. In het eerste jaar moest Rapid Admira nog laten voorgaan, die later de finale om de titel zou spelen. In de beker werd wel de finale behaald. Op 8 januari 1939 trof de club FSV Frankfurt in het Olympiastadion van Berlijn. Frankfurt kwam vroeg aan de leiding en bleef dat 80 minuten lang, waarna Rapid de wedstrijd naar zijn hand zette door drie keer te scoren zodat Rapid Duits bekerwinnaar werd.
In het seizoen 1939/40 werd Rapid kampioen van de Gauliga en bereikte de halve finale om de Duitse titel waarin het met 1-2 verloor van Dresdner SC, in de troostfinale pakte Rapid wel nog de 3de plaats. Ook in de beker was de halve finale het eindstation. In het volgende seizoen eindigde Rapid ook weer bovenaan en stootte opnieuw door naar de halve finale voor de titel. Dresdner was opnieuw de tegenstander en dit keer trok Rapid aan het langste eind. In de finale op 22 juni 1941 trof de club voor 100.000 toeschouwers het machtige Schalke 04. Na 60 minuten stond het 3-0 voor Schalke, maar op 10 minuten draaiden de groen-witten de situatie om en via doelpunten van Schors en een hattrick van Binder werd het uiteindelijk 3-4. Deze zege staat geboekstaafd als een van de meest memorabele momenten in de clubgeschiedenis en Rapid is de enige Duitse landskampioen die niet uit het huidige Duitsland komt.
De volgende jaren leed de club veel schade onder de Tweede Wereldoorlog, want vele spelers werden opgeroepen voor het leger.

### 1945-1955: Naoorlogse tijd
Enkele maanden na het einde van de oorlog werd het voetbal in Oostenrijk hervat. aanvoerder Franz Binder leidde de ploeg naar de 15de landstitel en de vierde bekerwinst door beide doelpunten te scoren in de bekerfinale tegen Vienna. De interesse voor het voetbal was in die tijd bijzonder groot en in het hele seizoen trok de club zo’n 800.000 toeschouwers. Er is nooit meer zo veel belangstelling in gewone competitiewedstrijden van het Oostenrijkse voetbal getoond. In het seizoen 1949/50 was het gemiddelde aantal toeschouwers bij een thuiswedstrijd 26.077, een record dat nog steeds niet verbroken is.
In 1947 moest de club tevreden zijn met de vicetitel achter SC Wacker Wien en ook in het volgende seizoen ging de strijd tussen Rapid en Wacker, op de laatste speeldag werd de titel veilig gesteld met een gelijkspel tegen Austria. In 1949 vierde de club zijn jubileum, de eens onsuccesvolle Arbeiter FC had intussen 16 landstitels behaald en had ook naam in Europa. Ter ere van de 50e verjaardag speelde de club vriendschappelijke wedstrijden in Sicilië, Egypte en Brazilië. Daar speelde men onder andere tegen Atlético Paranaense die Rapid Wien -de club die al een jaar lang ongeslagen was- een pak slaag gaf (7-2). De volgende twee seizoenen eindigde Rapid met 2 punten achterstand op Austria.
Seizoen 1950/51 werd een nieuw hoogtepunt in de clubgeschiedenis. Rapid domineerde de competitie en gaf vele clubs een veeg uit de pan: Linzer ASK verloor met 11-2, Sturm Graz met 12-1 en Vienna met 9-0. In de derby tegen regerend kampioen Austria won Rapid voor 53.000 toeschouwers in het Praterstadion met 7-5. De 17de landstitel werd behaald met 133 doelpunten in 24 wedstrijden, een gemiddelde van 5,54 goals per wedstrijd.
Ook in de Mitropacup, dat voor één seizoen Centropacup heette werd succes geboekt. Lazio Roma werd met 5-0 afgestraft en in de finale trof Rapid de Oostenrijkse vicekampioen Wacker Wien, bij een 2-2 stand scoorde Ernst Happel de winnende goal in de 90e minuut. Deze zege was wel de laatste internationale titel die de club kon behalen.
Na een nieuwe landstitel in 1952 werd het elftal in 1953 derde. Maar de club bewees met een 6-1 zege in een vriendschappelijke wedstrijd in Brugge tegen Arsenal FC nog steeds een internationale grootmacht te zijn. In 1954 werd de 19de titel behaald. Die kon niet verlengd worden in 1955 ondanks dat Rapid de beste aanval had, want het kwam er dat jaar op aan de beste verdediging te hebben, Vienna won de titel, met Wiener Sport-Club op de 2de plaats.

### 1955-1961: tegenstand Wiener Sport-Club en Europees voetbal
In 1955 werd de eerste Europacup voor landskampioenen (ECI) uitgeschreven. Deze competitie was niet zo prestigieus als de Mitropacup. Hoewel Rapid derde eindigde in eigen land mocht de club deelnemen aangezien de clubs toen werden uitgenodigd om aan de Europa Cup 1 deel te nemen. Rapid zette PSV Eindhoven met 6-1 opzij maar werd in de kwartfinale zelf van het veld gespeeld door AC Milan. In de competitie werd Rapid voor de 20e keer kampioen en trad opnieuw aan in de ECI waarin ze Real Madrid troffen; de titelverdediger en de club die de vijf eerste edities op zijn naam zou schrijven. Maar Rapid was bijna het struikelblok voor Real Madrid. Real Madrid won thuis met 4-2 en verloor in Wenen met 3-1 en in die tijd was de regel dat er nog een derde wedstrijd werd gespeeld bij gelijk aantal doelpunten, daar verloor Rapid voor 90.000 toeschouwers in Madrid. Eigenlijk moest de wedstrijd in Wenen plaatsvinden, maar Rapid had dat recht doorverkocht aan Real. In de competitie werd opnieuw de titel behaald met 1 punt voorsprong op Vienna. In het Europacup seizoen 1957/58 werd Rapid tegen AC Milan uitgeloot. Na een 4-1-verlies in Milaan dreigde uitschakeling. In Wenen kwam de club snel voor maar de Italianen kwamen snel weer op gelijke hoogte. Na 78 minuten stond het 3-1 waardoor er een 3de beslissende wedstrijd kwam, dit keer op neutraal terrein in Zürich. Rapid had pech en moest na 13 minuten met 10 man verder omdat Lenzinger zich kwetste en vervangingen er in die tijd nog niet waren. Uiteindelijk verloor Rapid met 2-4. In de competitie werd de beslissende strijd op de laatste speeldag gevoerd tussen Rapid en Wiener Sport-Club, het 2-2 gelijkspel bezorgde Sport-Club de titel. WSC bewees een betere vertegenwoordiger te zijn in Europa dan Rapid en gaf Juventus een draai om de oren met 7-0, wat nooit meer overtroffen is tegen de Italianen.
Ook in het volgende seizoen moest Rapid zijn meerdere erkennen in Sport-Club, wel werd de finale van de opnieuw ingevoerde beker bereikt, maar daarin was Wiener AC dan weer te sterk. In 1960 werd opnieuw de titel behaald voor WSC en Rapid bereikte in de Europacup de halve finale waarin verloren werd tegen Benfica: in Lissabon ging Rapid met 3-0 de boot in en in Wenen leek de scheidsrechter tegen hen te zijn waardoor de toeschouwers het veld bestormden. In het kampioenschap ontgoochelde Rapid met een 6de plaats, troostprijs was wel de beker die met 3-1 tegen Vienna gewonnen werd.

### 1961/62-1967/68: 3 titels in 7 jaar
In 1962/63 vestigden Rapid en WSC een record door 74.000 toeschouwers te lokken naar het Praterstadion. In 1964 werd een nieuwe titel behaald en werd de volgende seizoenen vicekampioen. In 1966 verloor Rapid de bekerfinale van Admira maar mocht aan de Europacup II deelnemen omdat Admira ook landskampioen geworden was. Rapid haalde de kwartfinale en verloor daar van Bayern München. De laatste jaren van de jaren 60 waren bijzonder succesvol, met 2 titels en 2 bekers. In de Europacup I van 1969 versloeg Rapid Wien 6-voudig winnaar Real Madrid in de achtste finale, maar in de kwartfinale was Manchester United te sterk.

### 1968/69-1980/81: 13 seizoenen zonder kampioenschap
Na de succesjaren deed de club het enkele jaren rustig aan en kon 14 jaar lang geen landstitel meer behalen, wel werd de beker in 1972 gewonnen na een 6-2-overwinning in de halve finale tegen Austria Wien en het winnen van de finale tegen Wiener Sport Club. In 1973, 1977 en 1978 werd Rapid telkens vicekampioen, en in 1969, 1971, 1974, 1975, 1976, 1979 en 1981 eindigden ze op de derde plaats. Europees werden ook geen echte successen behaald.
In het voorjaar van 1981 werd het stadion (Pfarrwiese) afgebroken en nam Rapid een nieuw stadion in gebruik.

### 1981/82-1987/88: 4 Landstitels en Europacupfinale in 1984/85
Het nieuwe stadion bracht de 26ste titel met zich mee in 1981/82. In 1981 werd Otto Boric trainer en hij won meteen de landstitel 1981/82, het volgende seizoen 1982/83 werd zelfs de dubbel binnen gehaald. Na de bekerwinst in 1984 haalde de club opnieuw internationaal aanzien. In de 2de ronde van de ECII versloeg Rapid Celtic FC met 3-1, maar omdat speler Rudi Weinhofer een fles tegen het hoofd kreeg bij toeschouwersrelletjes moest de terugwedstrijd op neutraal terrein overgespeeld worden en Rapid won op Old Trafford in Manchester met 1-0. In de kwartfinale wachtte de Europese topclub Dynamo Dresden die een maat te groot leek na een 3-0 thuiszege, maar Rapid slaagde erin om toch door te stoten met een 5-0 overwinning. In de halve finale werd Dinamo Moskou 2 keer opzij gezet. De finale in Rotterdam was tegen het Engelse Everton en werd verloren met 1-3. Hans Krankl heeft de eer het enige doelpunt voor een Oostenrijkse club te scoren in een Europacupfinale.
In de nationale competitie bleef het ook goed gaan onder trainer Baric met bekerwinst in 1985 en de zesde dubbel in de geschiedenis in 1987. De succesperiode werd in 1988 afgesloten met de 29ste landstitel.

### 1988/89-1992/93: Financiële en sportieve crisis
Aan het begin van de jaren 90 verkeerde Rapid zowel sportief als financieel in crisis. Uitgerekend met trainer Hans Krankl eindigde Rapid steevast in de middenmoot, wel werd de bekerfinale gehaald in 1990, 1991 en 1993 maar telkens was een andere club sterker, respectievelijk Austria Wien, SV Stockerau en Wacker Innsbruck. Op Europees vlak liep het ook niet vlot en Rapid werd vroeg uitgeschakeld, als er al Europees gespeeld werd. Wel werd in 1989/90 de latere winnaar Inter Milaan verslagen.

### 1993/94-1995/96: Financïële en sportieve wederopstanding
In 1993 kwam er een einde aan de financiële crisis met Bank Austria als nieuwe hoofdsponsor en werden de schulden betaald. Het was de bedoeling van de bank dat Rapid zou fuseren met Austria Wien, maar dit stuitte op massaal protest van de fans, die geld inzamelden voor hun club.
De sportieve wederopstanding van Rapid kwam er in 1994/95 met de komst van trainer Ernst Dokupil. Rapid deed weer mee voor de titel maar ondanks dat ze de meest scorende club waren de meeste overwinningen hadden haalden ze toch maar de derde plaats achter Austria Salzburg en Sturm Graz. Wel werd de beker gewonnen in de finale tegen DSV Leoben, waardoor Rapid mocht deelnemen aan de Europacup II. Op weg naar de finale werden onder andere Dinamo Moskou en Feyenoord Rotterdam opzij gezet en in de finale wachtte het Franse Paris Saint-Germain. PSG won met 1-0 en zo verloor Rapid zijn 2de finale.
Hoewel deze kans in Brussel verloren was, werd aan het einde van het seizoen toch nog gevierd. Voor 48.000 toeschouwers in het Ernst-Happel-Stadion werd de titelstrijd in de laatste ronde beslist en won met 2-0 tegen directe concurrent Sturm Graz, na 9 jaar zonder landstitel werd de 30e titel behaald. In de Champions League schakelde Rapid Dynamo Kiev uit en werd na Austria Salzburg de 2de Oostenrijkse club die zich plaatste voor de groepsfase van de Champions League. Rapid werd echter laatste met slechts 2 punten.

### 1997-2016: Recente geschiedenis
In 1997 werd Rapid vicekampioen achter Austria Salzburg en de jaren daarop domineerden Sturm Graz en FC Tirol Innsbruck de competitie. Dit betekende de overname van het roer door deze provincieteams van de Weense clubs die al vanaf de start van de competitie de macht hadden. Tussen 1997 en 2001 was Rapid 4 keer de op een na beste ploeg van Oostenrijk, waarop in 2002 de 8ste plaats volgde, de slechtste plaats ooit voor de club. Na twee vierde plaatsen werd in 2005 een nieuwe landstitel behaald en plaatste zich voor de Champions League ten nadele van Lokomotiv Moskou. Rapid verloor alle 6 de wedstrijden.
In 2005/06 leek het erop alsof de titel verlengd werd na de heenronde maar de terugronde was minder positief en de club sloot de competitie als vijfde af. Seizoen 2006/07 zag er slecht uit voor de grote Weense clubs, aangezien Rapid en Austria (de titelverdediger) lange tijd onderaan bengelden, maar in de tweede helft van het seizoen herpakten beide clubs zich enigszins en konden al snel het behoud verzekeren.
In 2007 speelde Rapid Wien tijdens de UEFA Cup tegen de Belgische landskampioen RSC Anderlecht. Onder leiding van oud-international Peter Pacult won Rapid in het seizoen 2007/08 voor de 32e keer de landstitel. Ook won het de niet-officiële editie van de Supercup tegen amateurcup winnaar SV Horn.
In 2016 speelde Rapid 2x tegen KRC Genk in de groepsfase van de UEFA Europa League. In Oostenrijk won Rapid Wien met 3-2 mede dankzij een owngoal van Omar Colley. In Genk verloren ze met 1-0 door een doelpunt van Nikos Karelis. Rapid eindigde uiteindelijk derde in de groep en was hierdoor uitgeschakeld.

## Erelijst
| Internationaal           |     | |
| UEFA Intertoto Cup       | 1x  | 2007 (1 van 11) |
| Mitropacup / Centropacup | 2x  | 1930, 1951 |
| Nationaal                |     | |
| Nationalliga/Bundesliga  | 32x | 1912, 1913, 1916, 1917, 1919, 1920, 1921, 1923, 1929, 1930, 1935, 1938, 1940, 1941, 1946, 1948, 1951, 1952, 1954, 1956, 1957, 1960, 1964, 1967, 1968, 1982, 1983, 1987, 1988, 1996, 2005, 2008 |
| Deutsche Meisterschaft   | 1x  | 1941 |
| DFB-Pokal                | 1x  | 1938 |
| ÖFB-Cup                  | 14x | 1919, 1920, 1927, 1946, 1961, 1968, 1969, 1972, 1976, 1983, 1984, 1985, 1987, 1995 |
| ÖFB-Supercup             | 4x  | 1986, 1987, 1988, 2008 |

## Overzichtslijsten

### Eindklasseringen vanaf 1950
- 1950 2e
Bundesliga
- 1951 1e
Bundesliga
- 1952 1e
Bundesliga
- 1953 3e
Bundesliga
- 1954 1e
Bundesliga
- 1955 3e
Bundesliga
- 1956 1e
Bundesliga
- 1957 1e
Bundesliga
- 1958 2e
Bundesliga
- 1959 2e
Bundesliga
- 1960 1e
Bundesliga
- 1961 6e
Bundesliga
- 1962 5e
Bundesliga
- 1963 4e
Bundesliga
- 1964 1e
Bundesliga
- 1965 2e
Bundesliga
- 1966 2e
Bundesliga
- 1967 1e
Bundesliga
- 1968 1e
Bundesliga
- 1969 3e
Bundesliga
- 1970 6e
Bundesliga
- 1971 3e
Bundesliga
- 1972 5e
Bundesliga
- 1973 2e
Bundesliga
- 1974 3e
Bundesliga
- 1975 3e
Bundesliga
- 1976 3e
Bundesliga
- 1977 2e
Bundesliga
- 1978 2e
Bundesliga
- 1979 3e
Bundesliga
- 1980 5e
Bundesliga
- 1981 3e
Bundesliga
- 1982 1e
Bundesliga
- 1983 1e
Bundesliga
- 1984 2e
Bundesliga
- 1985 2e
Bundesliga
- 1986 2e
Bundesliga
- 1987 1e
Bundesliga
- 1988 1e
Bundesliga
- 1989 4e
Bundesliga
- 1990 3e
Bundesliga
- 1991 4e
Bundesliga
- 1992 5e
Bundesliga
- 1993 4e
Bundesliga
- 1994 5e
Bundesliga
- 1995 3e
Bundesliga
- 1996 1e
Bundesliga
- 1997 2e
Bundesliga
- 1998 2e
Bundesliga
- 1999 2e
Bundesliga
- 2000 3e
Bundesliga
- 2001 2e
Bundesliga
- 2002 8e
Bundesliga
- 2003 4e
Bundesliga
- 2004 4e
Bundesliga
- 2005 1e
Bundesliga
- 2006 5e
Bundesliga
- 2007 4e
Bundesliga
- 2008 1e
Bundesliga
- 2009 2e
Bundesliga
- 2010 3e
Bundesliga
- 2011 5e
Bundesliga
- 2012 2e
Bundesliga
- 2013 3e
Bundesliga
- 2014 2e
Bundesliga
- 2015 2e
Bundesliga
- 2016 2e
Bundesliga
- 2017 5e
Bundesliga
- 2018 3e
Bundesliga
- 2019 7e
Bundesliga
- 2020 2e
Bundesliga
- 2021 2e
Bundesliga
- 2022 5e
Bundesliga
- 2023 4e
Bundesliga
- 2024 4e
Bundesliga
- 2025 5e
Bundesliga

- Bundesliga

### Rapid Wien in Europa
Rapid Wien speelt sinds 1927 in diverse Europese competities. Hieronder staan de competities en in welke seizoenen de club deelnam. De edities die Rapid Wien heeft gewonnen zijn dik gedrukt:
- Champions League (7x)

1996/97, 1999/00, 2005/06, 2008/09, 2015/16, 2020/21, 2021/22
- Europacup I (11x)

1955/56, 1956/57, 1957/58, 1960/61, 1964/65, 1967/68, 1968/69, 1982/83, 1983/84, 1987/88, 1988/89
- Europa League (11x)

2009/10, 2010/11, 2012/13, 2013/14, 2014/15, 2015/16, 2016/17, 2018/19, 2020/21, 2021/22, 2024/25
- Conference League (5x)

2021/22, 2022/23, 2023/24, 2024/25, 2025/26
- Europacup II (10x)

1961/62, 1966/67, 1969/70, 1972/73, 1973/74, 1976/77, 1984/85, 1985/86, 1986/87, 1995/96
- UEFA Cup (17x)

1971/72, 1974/75, 1975/76, 1977/78, 1978/79, 1979/80, 1981/82, 1989/90, 1990/91, 1992/93, 1997/98, 1998/99, 1999/00, 2000/01, 2001/02, 2004/05, 2007/08
- Intertoto Cup (1x)

2007
- Jaarbeursstedenbeker (2x)

1962/63, 1963/64
- Mitropacup (10x)

1927, 1928, 1929, 1930, 1934, 1935, 1936, 1956, 1957, 1965
- Centropa Cup (1x)

1951
Bijzonderheden Europese competities:
| Bijzonderheid                 | Datum      | Tegenstander  | Uitslag | Plaats   | Naam            | Aantal |
| ----------------------------- | ---------- | ------------- | ------- | -------- | --------------- | ------ |
| Hoogste overwinning           | 29-09-1982 | Avenir Beggen | 8-0     | Wenen    |                 |        |
| Hoogste nederlaag             | 18-02-2016 | Valencia CF   | 0-6     | Valencia |                 |        |
| Speler met meeste wedstrijden | 29-09-2016 |               |         |          | Steffen Hofmann | 74     |
| Speler met meeste doelpunten  | 22-10-2015 |               |         |          | Steffen Hofmann | 25     |

UEFA Club Ranking: 108 (17-01-2024)

## Bekende (oud-)spelers
- Mate Bilić
- Franz Binder
- Boli Bolingoli
- Gerhard Hanappi
- Ernst Happel
- Andreas Herzog
- Peter Hlinka
- Trifon Ivanov
- Andreas Ivanschitz
- Carsten Jancker
- Neraysho Kasanwirjo
- Terence Kongolo
- Michael Konsel
- Hans Krankl
- Dietmar Kühbauer
- Axel Lawarée
- Antonín Panenka
- Hans Pesser
- Gerhard Rodax
- Dejan Savićević
- Peter Schöttel
- Gaston Taument
- Josef Uridil
- Jozef Valachovič
- Hamdi Salihi

## Trainers
- Dionys Schönecker 1910 - 1925
- Stanley Willmott 1925 - 1926
- Edi Bauer 1926 - 1936
- Leopold Nitsch 1936 - 1945
- Hans Pesser 1945 - 1953
- Josef Uridil 1953 - 1954
- Viktor Hierländer 1954 - 1955
- Alois Beranek 1955 - 1956
- Franz Wagner 1956
- Max Merkel 1956 - 1958
- Rudolf Kumhofer 1958 - 1959
- Robert Körner 1959 - 1966
- Rudolf Vytlacil 1966 - 1968
- Karl Decker 1968 - 1970
- Karl Rappan 1969 - 1970
- Gerd Springer 1970 - 1972
- Robert Körner 1972
- Ernst Hlozek 1972 - 1975
- Josef Pecanka 1975
- Franz Binder/R. Körner 1975 - 1976
- Anton Brzezanczyk 1976 - 1977
- Robert Körner 1977 - 1978
- Karl Schlechta 1978 - 1979
- Walter Skocik 1979 - 1982
- Otto Barić 1982 - 1985
- Vlatko Marković 1985 - 1986
- Otto Barić 1986 - 1989
- Hans Krankl 1989 - 1992
- August Starek 1992 - 1993
- Hubert Baumgartner 1993 - 1994
- Ernst Dokupil 1994 - 1998
- Heribert Weber 1998 - 2000
- Ernst Dokupil 2000 - 2001
- Peter Persidis 2001
- Lothar Matthäus 2001 - 2002
- Josef Hickersberger 2002 - 2005
- Georg Zellhofer 2006
- Peter Pacult 2006 - 2011
- Peter Schöttel 2011 - 2013
- Zoran Barisic 2013 - 2016
- Mike Büskens 2016
- Damir Canadi 2016 - 2017
- Martin Bernhard 2016- 2021
- Goran Djuricin 2017 - 2018
- Dietmar Kühbauer 2018 - 2021
- Thomas Hickersberger 2021
- Ferdinand Feldhofer 2021 - 2022
- Zoran Barisic 2022 - 2023
- Robert Klauß 2023 - heden